# Joan Shawlee

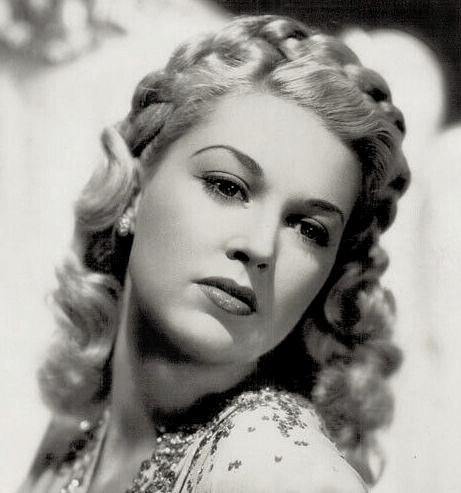
Joan Shawlee 1945.

Joan Shawlee, född 5 mars 1926 i Forest Hills, Queens, New York, död 22 mars 1987 i Hollywood, Kalifornien, var en amerikansk skådespelare. Under sin tidiga karriär på 1940-talet använde hon artistnamnet Joan Fulton. Hon filmdebuterade 1945 och var verksam inom amerikansk film- och TV-produktion fram till 1985. Hon är främst känd för rollen som orkesterledare i Billy Wilders I hetaste laget 1959. Hon dök senare upp i småroller i andra av Wilders filmer, till exempel Ungkarlslyan (1960) och hans sista film Kompis kompis (1981). 

## Filmografi, urval
- 1946 – En skojare i frack
- 1946 – För hans skull
- 1946 – Min fru tar semester
- 1947 – Du och ingen annan
- 1947 – Olycksfåglarna i toppform
- 1950 – Vittnet som försvann
- 1953 – Härifrån till evigheten (ej krediterad)
- 1954 – Det handlar om mrs. Leslie
- 1959 – I hetaste laget
- 1960 – Ungkarlslyan
- 1963 – Irma la Douce
- 1967 – Tony Rome
- 1968 – Älska mig lite
- 1975 – Kör hårt, Marlowe
- 1981 – Kompis kompis